# 12 Heures de Sebring 2007
Navigation
Édition précédente Édition suivante
Les 12 Heures de Sebring 2007 sont la 55e édition de l'épreuve et la 1re manche de l'American Le Mans Series 2007. Elles ont été remportées le 17 mars 2007 par l'Audi no 02 de Marco Werner, Emanuele Pirro et Frank Biela.

## Circuit

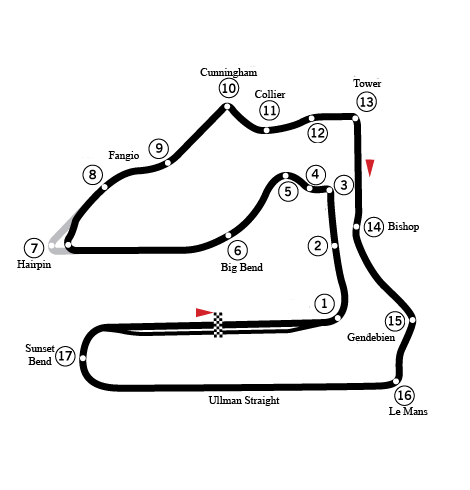
Le Sebring International Raceway, cadre des 12 Heures de Sebring 2007.

Les 12 Heures de Sebring 2007 se déroulent sur le Sebring International Raceway situé en Floride. Il est composé de deux longues lignes droites, séparées par des courbes rapides ainsi que quelques chicanes. Ce tracé a un grand passé historique car il est utilisé pour des courses automobiles depuis 1950. Ce circuit est célèbre car il a accueilli la Formule 1.

## Résultats
Voici le classement au terme de la course.
- Les vainqueurs de chaque catégorie sont signalés par un fond jauni.
- Pour la colonne Pneus, il faut passer le curseur au-dessus du modèle pour connaître le manufacturier de pneumatiques.

| Pos    | Cat  | n° | Équipe                                     | Pilotes                                            | Châssis                          | Pneus | Tours |
| Pos    | Cat  | n° | Équipe                                     | Pilotes                                            | Moteur                           | Pneus | Tours |
| ------ | ---- | -- | ------------------------------------------ | -------------------------------------------------- | -------------------------------- | ----- | ----- |
| 1      | LMP1 | 2  | Audi Sport North America                   | Marco Werner Emanuele Pirro Frank Biela            | Audi R10 TDI                     | M     | 364   |
| 1      | LMP1 | 2  | Audi Sport North America                   | Marco Werner Emanuele Pirro Frank Biela            | Audi TDI 5.5L Turbo V12 (Diesel) | M     | 364   |
| 2      | LMP2 | 26 | Andretti Green Racing                      | Bryan Herta Dario Franchitti Tony Kanaan           | Acura (Courage) ARX-01a          | M     | 358   |
| 2      | LMP2 | 26 | Andretti Green Racing                      | Bryan Herta Dario Franchitti Tony Kanaan           | Acura AL7R 3.4L V8               | M     | 358   |
| 3      | LMP2 | 15 | Lowe's Fernández Racing                    | Adrian Fernández Luis Diaz                         | Lola B06/43                      | M     | 356   |
| 3      | LMP2 | 15 | Lowe's Fernández Racing                    | Adrian Fernández Luis Diaz                         | Acura AL7R 3.4L V8               | M     | 356   |
| 4      | LMP1 | 1  | Audi Sport North America                   | Allan McNish Rinaldo Capello Tom Kristensen        | Audi R10 TDI                     | M     | 353   |
| 4      | LMP1 | 1  | Audi Sport North America                   | Allan McNish Rinaldo Capello Tom Kristensen        | Audi TDI 5.5L Turbo V12 (Diesel) | M     | 353   |
| 5      | LMP2 | 7  | Penske Racing                              | Romain Dumas Timo Bernhard Hélio Castroneves       | Porsche RS Spyder Evo            | M     | 351   |
| 5      | LMP2 | 7  | Penske Racing                              | Romain Dumas Timo Bernhard Hélio Castroneves       | Porsche MR6 3.4L V8              | M     | 351   |
| 6      | LMP2 | 9  | Highcroft Racing                           | David Brabham Stefan Johansson Duncan Dayton       | Acura (Courage) ARX-01a          | M     | 346   |
| 6      | LMP2 | 9  | Highcroft Racing                           | David Brabham Stefan Johansson Duncan Dayton       | Acura AL7R 3.4L V8               | M     | 346   |
| 7      | GT1  | 4  | Corvette Racing                            | Oliver Gavin Olivier Beretta Max Papis             | Chevrolet Corvette C6.R          | M     | 341   |
| 7      | GT1  | 4  | Corvette Racing                            | Oliver Gavin Olivier Beretta Max Papis             | Chevrolet LS7-R 7.0L V8          | M     | 341   |
| 8      | GT1  | 3  | Corvette Racing                            | Johnny O'Connell Jan Magnussen Ron Fellows         | Chevrolet Corvette C6.R          | M     | 341   |
| 8      | GT1  | 3  | Corvette Racing                            | Johnny O'Connell Jan Magnussen Ron Fellows         | Chevrolet LS7-R 7.0L V8          | M     | 341   |
| 9      | LMP2 | 16 | Dyson Racing                               | Butch Leitzinger Andy Wallace Andy Lally           | Porsche RS Spyder Evo            | M     | 340   |
| 9      | LMP2 | 16 | Dyson Racing                               | Butch Leitzinger Andy Wallace Andy Lally           | Porsche MR6 3.4L V8              | M     | 340   |
| 10     | LMP2 | 20 | Dyson Racing                               | Chris Dyson Guy Smith                              | Porsche RS Spyder Evo            | M     | 333   |
| 10     | LMP2 | 20 | Dyson Racing                               | Chris Dyson Guy Smith                              | Porsche MR6 3.4L V8              | M     | 333   |
| 11     | GT1  | 63 | Team Modena                                | Antonio García Liz Halliday (en) Darren Turner     | Aston Martin DBR9                | M     | 331   |
| 11     | GT1  | 63 | Team Modena                                | Antonio García Liz Halliday (en) Darren Turner     | Aston Martin 6.0L V12            | M     | 331   |
| 12     | GT2  | 62 | Risi Competizione                          | Mika Salo Johnny Mowlem Jaime Melo                 | Ferrari F430 GTC                 | M     | 330   |
| 12     | GT2  | 62 | Risi Competizione                          | Mika Salo Johnny Mowlem Jaime Melo                 | Ferrari 4.0L V8                  | M     | 330   |
| 13     | GT2  | 45 | Flying Lizard Motorsports                  | Johannes van Overbeek Jörg Bergmeister Marc Lieb   | Porsche 911 GT3 RSR (997)        | M     | 330   |
| 13     | GT2  | 45 | Flying Lizard Motorsports                  | Johannes van Overbeek Jörg Bergmeister Marc Lieb   | Porsche 3.8L Flat-6              | M     | 330   |
| 14     | LMP1 | 37 | Intersport Racing Creation Autosportif     | Clint Field Jon Field Richard Berry                | Creation CA06/H                  | K     | 325   |
| 14     | LMP1 | 37 | Intersport Racing Creation Autosportif     | Clint Field Jon Field Richard Berry                | Judd GV5 S2 5.0L V10             | K     | 325   |
| 15     | GT2  | 71 | Tafel Racing                               | Wolf Henzler Robin Liddell Patrick Long            | Porsche 911 GT3 RSR (997)        | M     | 322   |
| 15     | GT2  | 71 | Tafel Racing                               | Wolf Henzler Robin Liddell Patrick Long            | Porsche 3.8L Flat-6              | M     | 322   |
| 16     | GT2  | 85 | Farnbacher-Loles Motorsports               | Pierre Ehret Lars-Erik Nielsen Dirk Werner         | Porsche 911 GT3 RSR (997)        | Y     | 316   |
| 16     | GT2  | 85 | Farnbacher-Loles Motorsports               | Pierre Ehret Lars-Erik Nielsen Dirk Werner         | Porsche 3.8L Flat-6              | Y     | 316   |
| 17     | GT2  | 73 | Tafel Racing                               | Jim Tafel Dominik Farnbacher Ian James             | Porsche 911 GT3 RSR (997)        | M     | 314   |
| 17     | GT2  | 73 | Tafel Racing                               | Jim Tafel Dominik Farnbacher Ian James             | Porsche 3.8L Flat-6              | M     | 314   |
| 18     | GT2  | 18 | Rahal Letterman Racing                     | Ralf Kelleners Tom Milner Jr. Graham Rahal         | Porsche 911 GT3 RSR (997)        | M     | 313   |
| 18     | GT2  | 18 | Rahal Letterman Racing                     | Ralf Kelleners Tom Milner Jr. Graham Rahal         | Porsche 3.8L Flat-6              | M     | 313   |
| 19 Abd | LMP2 | 27 | Horag Racing                               | Fredy Lienhard Didier Theys Eric van de Poele      | Lola B05/40                      | M     | 307   |
| 19 Abd | LMP2 | 27 | Horag Racing                               | Fredy Lienhard Didier Theys Eric van de Poele      | Judd XV675 3.4L V8               | M     | 307   |
| 20     | GT2  | 24 | JMB Racing                                 | Ben Aucott Joe Macari Rob Wilson                   | Ferrari F430 GTC                 | M     | 305   |
| 20     | GT2  | 24 | JMB Racing                                 | Ben Aucott Joe Macari Rob Wilson                   | Ferrari 4.0L V8                  | M     | 305   |
| 21 Abd | LMP1 | 12 | Autocon Motorsports                        | Michael Lewis Chris McMurry Brian Willman          | MG-Lola EX257                    | D     | 303   |
| 21 Abd | LMP1 | 12 | Autocon Motorsports                        | Michael Lewis Chris McMurry Brian Willman          | AER P07 2.0L Turbo I4            | D     | 303   |
| 22     | GT2  | 31 | Petersen Motorsport White Lightning Racing | Tim Bergmeister Tomáš Enge Memo Gidley             | Ferrari F430 GTC                 | M     | 300   |
| 22     | GT2  | 31 | Petersen Motorsport White Lightning Racing | Tim Bergmeister Tomáš Enge Memo Gidley             | Ferrari 4.0L V8                  | M     | 300   |
| 23     | LMP2 | 6  | Penske Racing                              | Sascha Maassen Ryan Briscoe Emmanuel Collard       | Porsche RS Spyder Evo            | M     | 297   |
| 23     | LMP2 | 6  | Penske Racing                              | Sascha Maassen Ryan Briscoe Emmanuel Collard       | Porsche MR6 3.4L V8              | M     | 297   |
| 24     | GT2  | 61 | Risi Competizione Krohn Racing             | Tracy Krohn Niclas Jönsson Colin Braun             | Ferrari F430 GTC                 | M     | 290   |
| 24     | GT2  | 61 | Risi Competizione Krohn Racing             | Tracy Krohn Niclas Jönsson Colin Braun             | Ferrari 4.0L V8                  | M     | 290   |
| 25     | GT2  | 86 | Spyker Squadron                            | Peter Kox Jaroslav Janiš                           | Spyker C8 Spyder GT2-R           | M     | 286   |
| 25     | GT2  | 86 | Spyker Squadron                            | Peter Kox Jaroslav Janiš                           | Audi 3.8L V8                     | M     | 286   |
| 26 Abd | GT2  | 21 | Panoz Team PTG                             | Bill Auberlen Joey Hand Tom Kimber-Smith           | Panoz Esperante GT-LM            | Y     | 275   |
| 26 Abd | GT2  | 21 | Panoz Team PTG                             | Bill Auberlen Joey Hand Tom Kimber-Smith           | Ford (Élan) 5.0L V8              | Y     | 275   |
| 27 NC  | GT2  | 22 | Panoz Team PTG                             | Scott Maxwell Ross Smith Bryan Sellers             | Panoz Esperante GT-LM            | Y     | 270   |
| 27 NC  | GT2  | 22 | Panoz Team PTG                             | Scott Maxwell Ross Smith Bryan Sellers             | Ford (Élan) 5.0L V8              | Y     | 270   |
| 28 Nc  | GT2  | 44 | Flying Lizard Motorsports                  | Seth Neiman Darren Law Lonnie Pechnik              | Porsche 911 GT3 RSR (997)        | M     | 268   |
| 28 Nc  | GT2  | 44 | Flying Lizard Motorsports                  | Seth Neiman Darren Law Lonnie Pechnik              | Porsche 3.8L Flat-6              | M     | 268   |
| 29 Abd | GT2  | 10 | Konrad Motorsport                          | Philip Collin "Luciano de Silva" Antonio Hermann   | Porsche 911 GT3 RSR (997)        | Y     | 252   |
| 29 Abd | GT2  | 10 | Konrad Motorsport                          | Philip Collin "Luciano de Silva" Antonio Hermann   | Porsche 3.6L Flat-6              | Y     | 252   |
| 30 Abd | GT2  | 54 | Team Trans Sport Racing                    | Terry Borcheller Tim Pappas Marc Basseng           | Porsche 911 GT3 RSR (997)        | Y     | 235   |
| 30 Abd | GT2  | 54 | Team Trans Sport Racing                    | Terry Borcheller Tim Pappas Marc Basseng           | Porsche 3.8L Flat-6              | Y     | 235   |
| 31 Nc  | LMP2 | 8  | B-K Motorsports Mazdaspeed                 | Jamie Bach Ben Devlin Raphael Matos                | Lola B07/46                      | K     | 224   |
| 31 Nc  | LMP2 | 8  | B-K Motorsports Mazdaspeed                 | Jamie Bach Ben Devlin Raphael Matos                | Mazda MZR-R 2.0L Turbo I4        | K     | 224   |
| 32 Abd | GT2  | 32 | Corsa Motorsport White Lightning Racing    | Rui Águas Maurizio Mediani José María López        | Ferrari F430 GTC                 | M     | 206   |
| 32 Abd | GT2  | 32 | Corsa Motorsport White Lightning Racing    | Rui Águas Maurizio Mediani José María López        | Ferrari 4.0L V8                  | M     | 206   |
| 33 Abd | GT2  | 77 | Autoracing Club Bratislava                 | Miroslav Konôpka Mauro Casadei Bo McCormick        | Porsche 911 GT3 RSR (997)        | D     | 129   |
| 33 Abd | GT2  | 77 | Autoracing Club Bratislava                 | Miroslav Konôpka Mauro Casadei Bo McCormick        | Porsche 3.6L Flat-6              | D     | 129   |
| 34 Abd | GT2  | 53 | Robertson Racing                           | David Robertson Andrea Robertson Arie Luyendyk Jr. | Panoz Esperante GT-LM            | D     | 64    |
| 34 Abd | GT2  | 53 | Robertson Racing                           | David Robertson Andrea Robertson Arie Luyendyk Jr. | Ford (Élan) 5.0L V8              | D     | 64    |